# アクロティリおよびデケリア

非公式の旗。

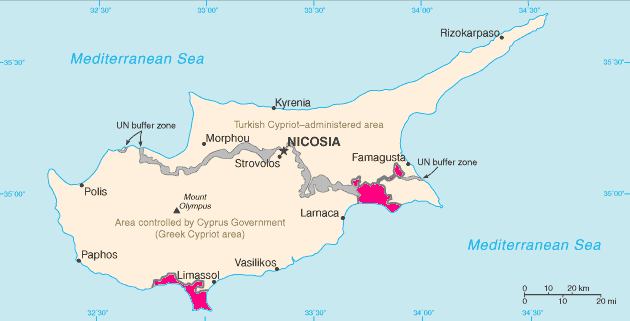
地図左がアクロティリ、右がデケリア

イギリス主権基地領域アクロティリおよびデケリア
Sovereign Base Areas of Akrotiri and Dhekelia

イギリス主権基地領域アクロティリおよびデケリア（イギリスしゅけんきちりょういきアクロティリおよびデケリア、英語: Sovereign Base Areas of Akrotiri and Dhekelia）は、イギリスの海外領土を構成し、イギリスの統治権が及ぶ、キプロス島にある地域。キプロスの地位がイギリス帝国の植民地から、イギリス連邦内の独立した共和政国家に移行した際、基地については引き続きイギリスが保持することとされた。これは、キプロスが地中海において戦略上の拠点に位置していたためである。
基地は2つの地域に分かれており、一方はアクロティリ（希: Ακρωτήρι, 土: Agrotur）で、アクロティリ空軍基地とエピスコピ駐屯地とともに西部主権基地領域 (WSBA) とされており、もう一方はデケリア（希: Δεκέλεια, 土: Dikelya）で、アイオス・ニコラオス基地とともに東部主権基地領域 (ESBA) とされている。

## 歴史
主権基地領域 (Sovereign Base Areas SBA) は1960年8月16日にチューリッヒ・ロンドン協定によって、当時イギリス帝国内の植民地だったキプロスが独立した際に創設された。イギリスは空軍のアクロティリ基地や、陸軍駐屯地などのキプロス島内の軍事拠点を確保するために、アクロティリやデケリアに主権の及ぶ地域を残したいと考えていたのである。イギリスにとってこの地域の基地の重要性として、キプロスという地中海の東の端にあり、スエズ運河や中東に近いという戦略的な位置にあることや、軍用機が使える飛行場としての空軍基地が使えること、総合的な訓練を目的に使えることが挙げられる。
1974年、トルコがキプロス島北部に侵攻し、国際的には認証されていない北キプロス・トルコ共和国を樹立させた。しかしこの事件ではイギリス軍基地の地位に影響がなく、イギリスは戦闘に関与しなかった。トルコの侵攻から逃れたキプロスのギリシャ系住民にはデケリア基地の通過が認められ、また人道支援が行われた。その後トルコ軍は基地領域のそばまで侵攻したものの、イギリスとの戦争を避けるために進軍を停止した。
ファマグスタ地区南部はリゾートであるアヤ・ナパで有名であるが、ギリシャ系住民の領域として守られた。主要都市ファマグスタ市はトルコに占領されたものの、州南部のアヤ・ナパ、パラリムニや1974年まで小さな村だった地域はリゾートとして観光業が目覚ましく発展した。
2015年、イギリス空軍はアクロティリ空軍基地からトーネード攻撃機を発進させ、シリア領内のISILに対して空爆作戦を開始した。

## キプロスとの対立
キプロスは民間の発展のために使われるはずの多くの領土を基地が占有しているとして、アクロティリとデケリアの返還を幾度か求めている。1960年のキプロス独立から4年間、イギリス政府はキプロスを財政的に支援していた。ところが1963年から1964年の民族間紛争後、援助金から発生する利益をギリシャ系、トルコ系がともに平等に受けられる保証がないとしてこれらの支援は停止されたものの、キプロス政府は1964年以降現在に至るまで負担金を要求している。ただしこの要求の有効性に対して国際法上の検証はこれまでなされていない。なお要求されている負担金を債務として概算すると、その額は数十万から10億ユーロと幅は大きい。
2001年7月、世界規模でのイギリス軍の通信網の強化の一環として実施される基地内でのラジオ塔建設計画に地元住民が反発し、基地での暴力を伴う抗議活動が行われた。住民側はラジオ塔により地域の生活が脅かされ、自然環境への悪影響や住民の癌発生をひき起こすと主張したが、イギリス政府は住民側の要求を拒否した。
キプロス紛争解決のための国際連合のアナン・プランでは117平方キロメートルの農地を引き渡すこととされていたが、イギリスは基地撤収の意思をこれまで示したことはない。現在ではイギリス軍キプロス駐留部隊およそ3,000人がアクロティリとデケリアに滞在している。また東部主権基地領域のアイオス・ニコラオスには通信傍受ネットワークであるエシュロンが存在しているといわれている。

## 政体・統治
主権基地領域は1960年にイギリス主権下の軍事基地として残ったが、その地位は植民地とされていない。
これは1960年の条約付属書 (Appendix) Oにおいて女王の政府により宣言された統治の基本理念であり、その規定の中でイギリス政府に対して以下に挙げる点が定められている。
- 主権基地領域を軍事目的以外に開発しない。
- 植民国家を樹立したり、または植民地として運営したりしない。
- 主権基地領域とキプロス共和国との間で税関を創設したり、またはそのほかの境界障壁を設定したりしない。
- 軍需関連以外の民間の商工業企業の設立や活動を認めたり、キプロス島の商工業の統一性や生活を損なったりしない。
- 商業用・民間用の港湾や空港を設置しない。
- 一時的な目的以外での主権基地領域内における新たな居住を認めない。
- 軍事目的で、かつ正当な補償金が支払われた場合を除いて、私的財産を収用しない。

基地内では独自の法体系があり、これらはイギリスやキプロスとは切り離されているが、これは1960年8月時点での植民地時代のキプロスで施行されていた法令に対して必要な範囲で修正がなされたものである。アクロティリとデケリアの法令は可能な限りキプロスの法令と同等のものとされている。
主権基地領域裁判所はアクロティリとデケリアのすべての個人がかかわる非軍事的犯罪を管轄し、また治安は主権基地領域警察が担当する。その一方で軍事関連法はキプロス共同警察局が担当する。

## 政治
イギリス国防省によると、主権基地領域は軍事基地としての役割が求められており、そのため通常の属領とは異なっているため、その行政庁はロンドンの国防省に対して報告することとされている。行政庁は政策関連で外務英連邦省や駐ニコシア高等弁務官と非公式ながら緊密な連携をとっているが、それは正式なものではないとしている。
基地は主権基地領域行政官 (Administrator) により統治されている。行政官はイギリス軍キプロス駐留部隊の司令官があたり、2022年現在はピーター・J・M・スクワイアーズ空軍中将が務めている。行政官は国防省の助言を受けて、イギリス国王が任命する。また行政官は海外領土の統治者として執行権と立法権を持つ。また民政の日常業務については行政官の下に主席事務官 (Chief Officer) が任命される。イギリスの市民は、イギリスの軍人あるいは海外領土の有権者としてイギリスの選挙での投票権を有しているが、基地内では選挙は実施されない。

## 地理

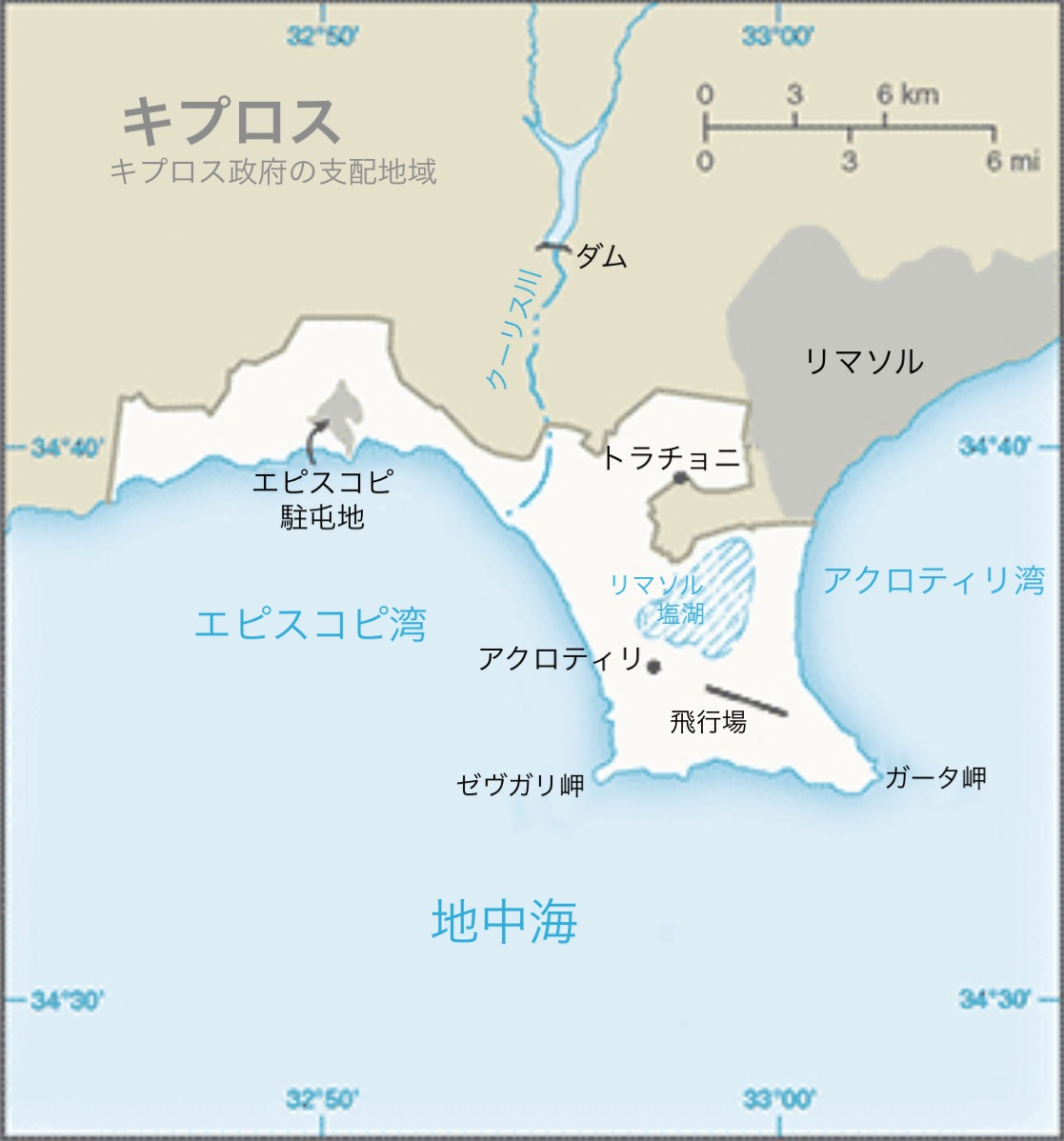
アクロティリ (WSBA)

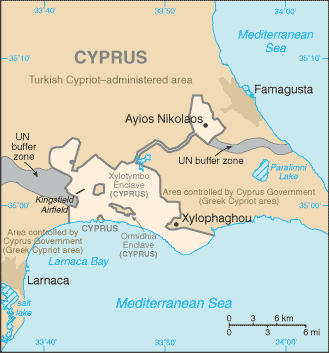
デケリア (ESBA)

アクロティリとデケリアはキプロス島の面積の3パーセントにあたる254平方キロメートルを占めており、それぞれアクロティリは123平方キロメートル、デケリアは131平方キロメートルである。そのうち60パーセントが民間の所有で、イギリス人またはキプロス人のものであるが、残りの40パーセントはイギリス国防省のもので王領に分類されている。アクロティリとデケリアに加えて、チューリッヒ・ロンドン協定ではイギリス政府によるキプロス島内の特定の施設の継続使用が定められている。
アクロティリはキプロス島の南、リマソール（レメソス）の近くに位置している。デケリアは島の南東、ラルナカの近くに位置している。両地域には基地のほか、農地や居住区域がある。アクロティリは周囲をキプロス共和国の統治領域に囲まれているが、デケリアは国際連合の緩衝地帯や北キプロス・トルコ共和国の統治領域に接している。
アヤ・ナパはデケリアの東側にある。クシロティンブやオルミディアといった村はキプロス統治下にあるが、デケリア主権基地領域内の飛地として所在している。デケリア発電所はイギリス統治下の道路で2つに分け隔てられているが、やはりキプロスに属している。発電所の北側は周囲を完全にイギリス統治下の領土に囲まれているが、南側は海のそばに立地しており、その海はキプロスの領海となってはいないが、完全な飛地とはなっていない。

### 施設・村
人口は2011年
- アクロティリ
  - アクロティリ村（Akrotiri, Ακρωτήρι）：898人
  - エピスコピ駐屯地（Episkopi Cantonment）：首都にあたる。
  - トラホニ村（Trachoni, Τραχώνι）：3,929人
  - アクロティリ空軍基地（RAF Akrotiri）

- デケリア
  - アイオス・ニコラオス基地（Ayios Nikolaos Station）
  - ダサキ・アフナス村（Dasaki Achnas, Δασάκι Άχνας）：2,055人
  - デケリア駐屯地（Dhekelia Garrison）

## 人口動態
基地領域が設定された際、人口重心を避けるように境界線が引かれた。ところが基地内にはおよそ1万4,000人が居住しており、およそ7,000人は地元のキプロス人で、基地に勤務していたり、あるいは基地領域内の農場で働いている。残りのおよそ7,000人はイギリスの軍関係者やその家族である。
基地領域内では、一部の居住者にはイギリス海外領土市民権 (British Overseas Territories citizens BOTC) を主張することができるものの、ほとんどの場合では特別な公民権が定められていない。他のイギリスの海外領域とは異なり、もっぱら主権基地領域に関連したイギリス海外領土市民は完全なイギリス市民権が与えられていないのである。
チューリッヒ・ロンドン協定のもとでイギリスは基地領域について、民間の目的で使用しないことが定められていた。これは主権基地領域が2002年イギリス海外領土法の対象から除外された主な理由となっている。

## 経済
アクロティリとデケリアについてまとめられた経済統計は存在しない。領域内での主な経済活動は軍関係に対するサービスと、若干の農業だけとなっている。2008年にキプロスが通貨をユーロに切り替えるのにあわせて、アクロティリとデケリアでもユーロが導入された。
日本国財務省関税局は、欧州連合からの通報に基づき、2021年2月1日以降アクロティリおよびデケリアが、日EU・EPAに基づく譲許税率（EPA税率）の適用に関して、欧州連合（EU）の地理的適用範囲に含まれると発表した。

## 自然
アクロティリ(Western Sovereign Base Area)側の21平方キロメートルは2003年3月、ラムサール条約登録地となった。